# 武当山金殿
武当山金殿，位于中华人民共和国湖北省十堰市丹江口市武当山天柱峰顶，全国重点文物保护单位。此处在元代原本有一座铜质金殿，明朝永乐年间将原金殿移走，改建了一座更大的金殿，是为现存金殿。该金殿下方建有须弥座，主体建筑为四坡重檐式殿宇，殿内供奉真武大帝。建筑主体部分均在北京铸造完成，其余围栏部分则由云南昆明的信众捐资铸造。

## 历史
早在元代大德十一年（1307年），武当山天柱峰上就已经建造了一座铜筑仿木结构的悬山顶金殿，高2.9米，宽2.7米，进深2.6米。明朝永乐年间，明成祖认为该金殿太小，遂下令另建新殿。永乐十四年（1416年）九月九日，铸造完成的金殿所有建筑构件自北京启运，经由京杭大运河运抵南京，再经长江运抵汉口，顺汉江运至均州后经陆路运至武当山组装。组装完成之后，新的金殿替代了元代金殿的位置，而原金殿被挪到了紫金城南天门外小莲峰的转辗殿内。建成后的武当山金殿成为中国等级最高的铜质鎏金建筑:272。1961年，武当山金殿被列为全国重点文物保护单位:89。

## 结构

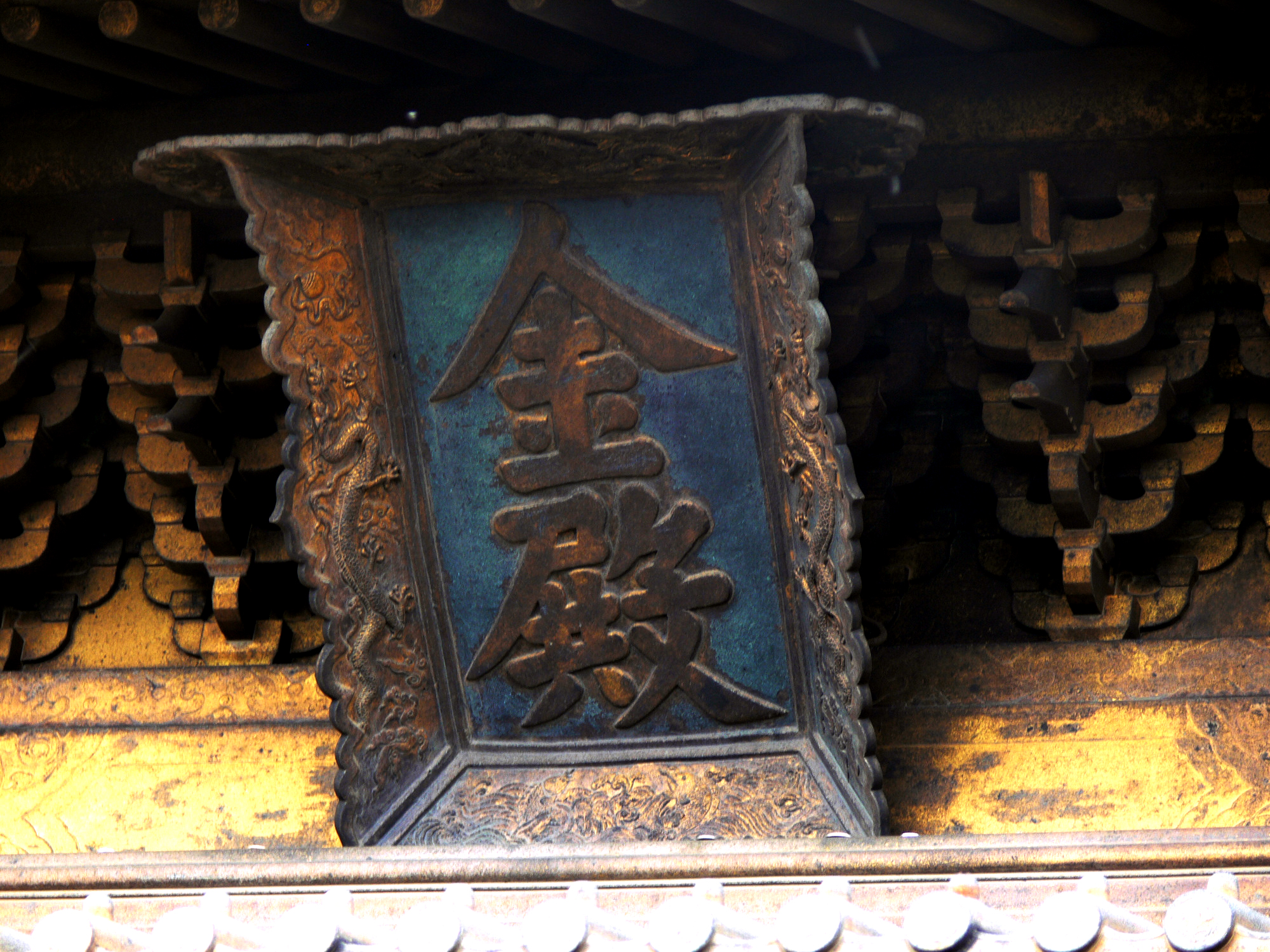
金殿门楣上方的匾额

武当山金殿位于湖北省丹江口市武当山天柱峰峰顶紫金城内，海拔1612米，朝向为东偏南8°。金殿位于一座160平方米的石质平台中央，底部为一座南北长5.7米、东西宽4.6米、高0.94米的台基须弥座，东侧为南北长4.98米、东西宽3.04米、高0.79米的月台须弥座。月台须弥座东侧设有5级台阶，南北两侧各有3级台阶，台阶两侧安装有望柱和栏板。殿外地面用三块大石板铺成，殿内地面用两块石板铺成，铺设的手法相同。金殿主体重达405吨:272，为四坡重檐式殿宇，整座殿宇由插榫、安装、焊接的方式安装完成。该殿进深三间、面阔三间，高5.5米，宽5.8米，进深4.2米。四坡重檐瓦脊上共计安放有68只神兽，屋顶铸出筒瓦板垅，滴水上面刻出莲花图案:118。金殿左后侧的立柱上镶嵌有一块金砖。店内的梁、柱全部鎏金。殿内正面安放一座宝座，宝座上供奉真武大帝铜质鎏金塑像，该像高1.86米，重10吨，披发跣足，身着帝服，内衬铠甲:273。左侧为捧册金童铜像，右侧为捧印玉女铜像。殿宇内两侧为水火二将的铜质塑像，衣着完全仿照明代武将而作。宝座前摆放一座香案，香案上方陈设有蜡台、磬、钵等供器，下方陈列有龟、蛇的塑像。宝座、香案及香案上和香案下的陈设全部为铜质金饰。殿外四周栏杆均为铜质，根据其上铭文可知栏杆均由云南昆明及其周边地区的信众捐资铸造。